# (6025) Naotosato
(6025) Naotosato – planetoida z pasa głównego asteroid okrążająca Słońce w ciągu 5 lat i 94 dni w średniej odległości 3,02 j.a. Została odkryta 30 grudnia 1992 roku w Nihondaira Observatory przez Takeshiego Uratę. Nazwa planetoidy pochodzi od Naoto Satō, japońskiego astronoma. Przed nadaniem nazwy planetoida nosiła oznaczenie tymczasowe (6025) 1992 YA3.